# Liisa Savijarvi
Liisa Savijarvi (* 29. Dezember 1963 in Bracebridge, Ontario) ist eine ehemalige kanadische Skirennläuferin.

## Biografie
Liisa Savijarvi, deren Eltern aus Finnland stammen, wurde 1983 kanadische Doppelmeisterin (Slalom, Riesenslalom). Ihre ersten internationalen Spitzenresultate erzielte sie in der Weltcup-Saison 1983/84 in Megève mit einem dritten Platz in der Kombination und Rang vier im Riesenslalom.
Die Weltcup-Saison 1985/86 wurde ihre erfolgreichste: Als Spezialistin für die schnellen Disziplinen fuhr sie in der Abfahrt von Bad Gastein am 10. Januar mit Start-Nr. 22 noch auf Rang 2 nach vorne, blieb aber um 0,33 s knapp hinter der Österreicherin Katharina Gutensohn. Am 2. März 1986 feierte sie mit der Startnummer 34 im Super-G von Furano ihren ersten (und einzigen) Weltcupsieg. Zwei Wochen später erreichte sie in Vail in der gleichen Disziplin den dritten Platz. Am Ende der Saison war sie mit 56 Punkten Zweite im Super-G-Weltcup hinter Marina Kiehl (75) und mit 65 Punkten Fünfte in der Abfahrt (Siegerin Maria Walliser mit 115), im Gesamtweltcup landete sie auf Platz zwölf.
Bei den Olympischen Winterspielen 1984 in Sarajevo fuhr Savijarvi im Riesenslalom auf den neunten Rang, bei den Alpinen Skiweltmeisterschaften 1985 in Santa Caterina wurde sie im Riesenslalom Zehnte.
Nachdem sie 1987 mit einem Sieg in der Abfahrt ihren dritten kanadischen Meistertitel gewinnen konnte, zwang sie eine schwere Knieverletzung noch im selben Jahr zum Rücktritt. Liisa Savijarvi lebt heute in Toronto.